# Pole Killinga
Pole Killinga – pole wektorowe na rozmaitości riemannowskiej lub pseudoriemannowskiej, które zachowuje tensor metryczny. Dyffeomorfizmy generowane przez pola Killinga są izometriami rozmaitości (pseudo)riemannowskich.
Nazwa pochodzi od niemieckiego matematyka Wilhelma Killinga.

## Definicja
Pole wektorowe {\displaystyle X} jest polem Killinga na rozmaitości (pseudoriemannowskiej) {\displaystyle (M,g)} wtedy i tylko wtedy, gdy:
{\displaystyle {\mathcal {L}}_{X}g=0,}
co można równoważnie zapisać przy pomocy pochodnej kowariantnej:
{\displaystyle g(\nabla _{Y}X,Z)+g(Y,\nabla _{Z}X)=0}
dla dowolnych pól wektorowych {\displaystyle Y} oraz {\displaystyle Z.}